# Péter György (közgazdász, 1932–2015)
Péter György (Torda, 1932. augusztus 4. – Kolozsvár, 2015. augusztus 21. előtt) erdélyi magyar közgazdász, szakíró.

## Életútja
Középiskoláit a kolozsvári Kereskedelmi Líceumban végezte (1947–51); a Bolyai Tudományegyetem közgazdasági karán szerezte egyetemi diplomáját (1955), majd a Babeș-Bolyai Egyetemen 1978-ban a közgazdaság-tudományok doktora címet. 1955-től 1997-es nyugdíjazásáig a Bolyai, majd a Babeș-Bolyai Egyetemen adott elő; majd a Bogdan Vodă magánegyetemen.

## Munkássága
Első közgazdasági szaktanulmánya a Korunkban jelent meg (1957). Ugyanitt a tulajdon értelmezéséről (1982/7), a tulajdon és a gazdasági érdek viszonyáról (1983/3), a mezőgazdaság belterjes fejlesztéséről (1984/4, 5), a tulajdon gazdasági realizálásáról (1988/5) értekezett. Széchenyi közgazdasági eszmerendszere című tanulmányát a Csíkszeredában újraindított Hitel közölte (1994/1). Román nyelvű szaktanulmányai a termelőerőkről a mezőgazdaságban, tulajdon és földhasználat, agrárpolitika és agrárjog összefüggéseiről, a mezőgazdasági hitel kérdéséről a román mezőgazdaságban, a romániai parasztmozgalmak gazdasági előfeltételeiről a bukaresti Gazdaságkutató Intézet kiadványaiban (Caiete de Studiu. Institutul Național de Cercetări Economice. 1987-1989), a Dezvoltarea economică a României. Industria. 1858–1947 (1992) és a Minőség és hatékonyság a gazdasági, társadalmi és politikai élet különböző területein (1989) című kötetekben, a Babeș-Bolyai Egyetem 1994-es és a kolozsvári Bogdan Vodă Egyetem 1998-as Évkönyveiben jelentek meg.

## Főbb művei
- Renta funciară diferențiată și politică agrară în România (1982, társszerző Gheorghe Tănăsescu)
- Korszerűség és hatékonyság Románia szocialista mezőgazdaságában (1982, társszerző Furdek Mátyás)
- Conceptul de capital uman (Jászvásár 1996, társszerzőként)